# Aeroporto di Lokichoggio
L'aeroporto di Lokichoggio (IATA: LKG, ICAO: HKLK) è un piccolo aeroporto del Kenya a servizio dell'omonima località a nord ovest di Nairobi, nelle vicinanze del lago Turkana e della Rift Valley.
Dista 30 km dal confine con il Sudan del Sud e per questo serve l'annessa base logistica per l'operazione delle Nazioni Unite in Sud Sudan, chiamata "Lifeline Sudan" (WFP+Unicef + 49 ONG). Nel villaggio di Lokichoggio c'è anche un ospedale ortopedico gestito dalla Croce Rossa Internazionale.